# Kanton Lauzerte
Kanton Lauzerte is een voormalig kanton van het Franse departement Tarn-et-Garonne. Het kanton maakte deel uit van het arrondissement Castelsarrasin. Het werd opgeheven bij decreet van 27 februari 2014 met uitwerking op 22 maart 2015.

## Gemeenten
Het kanton Lauzerte omvatte de volgende gemeenten:
- Bouloc
- Cazes-Mondenard
- Durfort-Lacapelette
- Lauzerte (hoofdplaats)
- Montagudet
- Montbarla
- Saint-Amans-de-Pellagal
- Sainte-Juliette
- Sauveterre
- Tréjouls